# Diiodotiroxina
La diiodotiroxina (DIT) és un aminoàcid iodurat no proteinogènic precursor en els humans de les hormones tiroidianes T₃ (triiodotironina) i T₄ (tiroxina). Es biosintetitza en els tiròcits de la glàndula tiroide. Es fa servir en el tractament del hipertiroidisme.